# Jättemarkuggla
Jättemarkuggla (Ornimegalonyx oteroi) är en förhistorisk utdöd fågel i familjen ugglor inom ordningen ugglefåglar. Den förekom på Kuba och tros vara den största uggla som någonsin funnits.

## Kännetecken
Upptäckaren Oscar Arredondo uppskattade att jättemarkugglan var 1,1 meter lång och vägde minst 9 kg. För dess storlek hade den väldigt långa och kraftiga ben, men var klumpig i övrigt och hade troligen en kort stjärt. Den nu levande uggla som liknar jättemarkugglan mest i form av proportioner är prärieugglan. Det implicerar liknande anpassning till ett liv på marken, även om arterna inte är nära släkt. Benens längd kan tyda på att de var bra på att springa. Bröstbenet är tillbakabildat och de var antingen flygoförmögna eller flög väldigt korta sträckor.

## Föda
Jättemarkugglan tros ha levt på huvudsakligen mycket stora gnagare (i samma storlek som den nu levande kapybaran) samt jättesengångare. Den fångade troligen sitt byte genom överraskning. Berguven, en av världens nu levande ugglor, kan väga upp till 4 kg och har setts ta rådjurskid som väger 17 kg. Överfört till kubamarkugglan kan det betyda att den kunde ta rov på hela 35 kg i vikt.

## Upptäckt
Jättemarkugglan är enbart känd från fossila lämningar av ben och minst tre nästan kompletta skelett. Den har återfunnits på många ställen på Kuba i grottor med lämningar från sen pleistocen (126 000 till 11 700 år sedan).

## Systematik
Jättemarkugglan är nära släkt med ugglor släktet Strix. De första fossilen beskrevs felaktigt som tillhörande en fågel i den förhistoriska familjen Phorusrhacidae, delvis för att benen var så stora. 1961 granskades fynden och omvärderades tillhörande en uggla.

## Namn
Fågelns vetenskapliga artnamn hedrar den kubanske paleontologen C. Díaz-Otero.